# Giro delle Fiandre 1929
Il Giro delle Fiandre 1929, tredicesima edizione della corsa, fu disputato il 17 marzo 1929, per un percorso totale di 216 km. Fu vinto dal belga Joseph Dervaes, al traguardo con il tempo di 7h01'50", alla media di 30,720 km/h, davanti a Georges Ronsse e Alfred Hamerlinck.
I ciclisti che tagliarono il traguardo a Wetteren furono 28.

## Ordine d'arrivo (Top 10)
| Pos. | Corridore              | Squadra                     | Tempo    |
| ---- | ---------------------- | --------------------------- | -------- |
| 1    | Joseph Dervaes         | Genial Lucifer              | 7h01'50" |
| 2    | Georges Ronsse         | La Française-Diamant-Dunlop | a 4'10"  |
| 3    | Alfred Hamerlinck      | Genial Lucifer              | a 5'10"  |
| 4    | Jan Mertens            | Alcyon-Dunlop               | s.t.     |
| 5    | Gustave Van Slembrouck | Genial Lucifer              | s.t.     |
| 6    | André Verbiest         | -                           | a 12'55" |
| 7    | August Verdyck         | Genial Lucifer              | s.t.     |
| 8    | Julien Vervaecke       | Alcyon-Dunlop               | a 13'20" |
| 9    | Ernest Mottard         | Genial Lucifer              | a 10'10" |
| 10   | Julien Delbecque       | Gouden Hand                 | a 10'40" |